# Céline Gailleurd
Céline Gailleurd, née le 22 décembre 1981 à Nice, est une scénariste et réalisatrice française.

## Biographie
Céline Gailleurd étudie le cinéma. En 2011, elle soutient une thèse intitulée  Survivances de la peinture du XIXe siècle dans le cinéma italien des années 1910.
Elle est l'assistante d'Agnès Varda, avant de commencer une carrière de réalisatrice. En 2010, elle co-réalise avec Olivier Bohler André S. Labarthe, Du chat au chapeau, puis Jean-Luc Godard, le désordre exposé en 2012.
En 2014, elle s'associe une nouvelle fois avec Olivier Bohler et co-réalise un documentaire intitulé Edgar Morin, chronique d'un regard. « Accompagnant Edgar Morin en France et en Allemagne, dans les lieux les plus évocateurs de son rapport à l’image et à l’anthropologie, ce documentaire révèle la place que le cinéma occupe dans sa pensée », écrit Suzanne Liandrat-Guigues dans une critique, en 2014.
Elle est l'auteur d’articles pour différentes revues, telles que Les Cahiers du cinéma, Europe, Esprit, Les Cahiers du Musée national d'art moderne, Art Press.
Parallèlement à sa carrière de réalisatrice, Céline Gailleurd est maître de conférences en Cinéma à l'Université Paris-VIII et vacataire à l’École nationale supérieure des arts décoratifs.

## Filmographie
- 2011 : André S. Labarthe, du chat au chapeau, coréalisé avec Olivier Bohler
- 2012 : Jean-Luc Godard, le désordre exposé, coréalisé avec Olivier Bohler, coproduit par l'Institut national de l'audiovisuel et Nocturnes Productions.
- 2015 : Edgar Morin, chronique d'un regard, coréalisé avec Olivier Bohler
- 2018 : Dramonasc, coréalisé avec Olivier Bohler
- 2020 : Harmony, coréalisé avec Olivier Bohler
- 2022 : Italia, le feu, la cendre, coréalisé avec Olivier Bohler

## Publications
- « Moi, si on m'ouvre, on trouvera des plages », in Antony Fiant, Roxane Hamery, Éric Thouvenel, Agnès Varda : le cinéma et au-delà, Presses universitaires de Rennes, 2009, p. 199-207 [lire en ligne]